# Rafael Carvajal
 (octobre 2023).
La mise en forme du texte ne suit pas les recommandations de Wikipédia : il faut le « wikifier ».
Les points d'amélioration suivants sont les cas les plus fréquents. Le détail des points à revoir est peut-être précisé sur la page de discussion.
- Les titres sont pré-formatés par le logiciel. Ils ne sont ni en capitales, ni en gras.
- Le texte ne doit pas être écrit en capitales (les noms de famille non plus), ni en gras, ni en italique, ni en « petit »…
- Le gras n'est utilisé que pour surligner le titre de l'article dans l'introduction, une seule fois.
- L'italique est rarement utilisé : mots en langue étrangère, titres d'œuvres, noms de bateaux, etc.
- Les citations ne sont pas en italique mais en corps de texte normal. Elles sont entourées par des guillemets français : « et ».
- Les listes à puces sont à éviter, des paragraphes rédigés étant largement préférés. Les tableaux sont à réserver à la présentation de données structurées (résultats, etc.).
- Les appels de note de bas de page (petits chiffres en exposant, introduits par l'outil «  Source ») sont à placer entre la fin de phrase et le point final[comme ça].
- Les liens internes (vers d'autres articles de Wikipédia) sont à choisir avec parcimonie. Créez des liens vers des articles approfondissant le sujet. Les termes génériques sans rapport avec le sujet sont à éviter, ainsi que les répétitions de liens vers un même terme.
- Les liens externes sont à placer uniquement dans une section « Liens externes », à la fin de l'article. Ces liens sont à choisir avec parcimonie suivant les règles définies. Si un lien sert de source à l'article, son insertion dans le texte est à faire par les notes de bas de page.
- La présentation des références doit suivre les conventions bibliographiques. Il est recommandé d'utiliser les modèles {{Ouvrage}}, {{Chapitre}}, {{Article}}, {{Lien web}} et/ou {{Bibliographie}}. Le mode d'édition visuel peut mettre en forme automatiquement les références.
- Insérer une infobox (cadre d'informations à droite) n'est pas obligatoire pour parachever la mise en page.

Pour une aide détaillée, merci de consulter Aide:Wikification.
Si vous pensez que ces points ont été résolus, vous pouvez retirer ce bandeau et améliorer la mise en forme d'un autre article.
Rafael Carvajal Guzmán (Ibarra, 15 décembre 1819 - Lima, 10 août 1878) était un écrivain, journaliste, poète, avocat et homme d'État équatorien. Membre éminent du parti conservateur, il fut l'une des figures clés de l'époque de García Moreno.

## Biographie
Enfance et Jeunesse
Il a effectué ses premières études dans une école publique de sa ville, puis en 1829, il s'est rendu à Quito pour entrer au grand séminaire où il a étudié la philosophie. Enfin, il est entré à l'Université centrale de l'Équateur, où le 23 mars 1848, il a obtenu son diplôme de docteur en jurisprudence.
Carrière politique
Sous le gouvernement de Jerónimo Carrión, Rafael Carvajal a été exilé du territoire équatorien vers la République du Pérou en raison de son opposition au président par le biais de la presse écrite. Il est revenu en Équateur après que le nouveau président Francisco Robles eut décrété une amnistie générale.
Ami intime de l'écrivain, journaliste et homme politique Gabriel García Moreno, il fait partie des conspirateurs qui ont planifié le coup d'État qui s'est déroulé dans la ville de Quito le 1er mai 1859 contre le président Francisco Robles, qui ne se trouvait pas dans la capitale car il s'était rendu à Guayaquil en raison de la menace d'une invasion péruvienne, ce qui a marqué le début d'une guerre civile entre conservateurs et libéraux pour le contrôle du pays.
Nommé membre suppléant du Gouvernement provisoire en opposition au président, Rafael Carvajal doit fuir Quito en raison de la défaite de Gabriel García Moreno (leader du Gouvernement provisoire) lors de la bataille de Tumbuco, ouvrant ainsi la voie aux troupes du général José María Urbina qui reprennent la capitale.
Installé dans la ville de Pasto avec la petite garnison loyale au Gouvernement provisoire et quelques chefs militaires, il lève une armée de volontaires et de mercenaires, envahissant le territoire équatorien et remportant la victoire sur les troupes gouvernementales à la ville d'Ibarra.
Le président Francisco Robles et le général José María Urbina ont été expulsés de l'Équateur par le commandant de la garnison de Guayaquil, Guillermo Franco Herrera, ce qui a rendu possible la conquête de Quito par l'armée de Rafael Carvajal, rétablissant ainsi le Gouvernement provisoire dans la capitale.
Après la fin de la guerre civile à la bataille de Guayaquil en 1860 et l'accession de Gabriel García Moreno à la présidence de la République, Rafael Carvajal a occupé divers postes dans son gouvernement et celui de son successeur présidentiel, Jerónimo Carrión.
Il a participé au coup d'État de Gabriel García Moreno contre le président Javier Espinosa y Espinosa en 1869, exerçant la fonction de président de l'Assemblée populaire de Quito, qui a nommé García Moreno président par intérim de la République. Une assemblée constituante a été convoquée pour restaurer l'ordre juridique dans la République, et il a été élu président de l'assemblée constituante.

## Dernières années et mort
L'assassinat du président Gabriel García Moreno en 1875 et sa succession par Antonio Borrero ont entraîné une nouvelle guerre civile dirigée par les libéraux qui souhaitaient abroger la « Carta Negra » que le président Antonio Borrero a refusé de mettre en œuvre.
Le 8 septembre 1876, la révolution de Veintemilla a éclaté à Guayaquil, dirigée par les généraux Ignacio de Veintimilla et José María Urbina. Les forces gouvernementales, vaincues lors de la bataille de Galte, ont permis à l'armée révolutionnaire de conquérir la capitale le 26 décembre 1876, marquant le début de la dictature de Veintemilla.
Le mécontentement, l'indignation et la douleur dominaient les esprits des conservateurs, et des tentatives de réaction ont commencé, mais toutes ont été inutiles. Un officier de l'armée s'est engagé avec plusieurs conservateurs à retourner un corps de troupes contre le dictateur, mais il a pris l'argent qui lui avait été offert à cet effet, puis les a dénoncés. Beaucoup d'entre eux ont été arrêtés et enchaînés. Ils ont été jugés par un conseil de guerre et exilés. Parmi les exilés se trouvait Rafael Carvajal. Les biens de nombreux d'entre eux ont été confisqués, et leurs familles ont été réduites à la plus extrême pauvreté.
Rafael Carvajal s'est réfugié dans la capitale péruvienne (Lima), où il s'est consacré à l'écriture et à la poésie jusqu'à sa mort en 1878.